# Palazzo Norodom
Il palazzo Norodom (Dinh Norodom), inizialmente inaugurato come palazzo del Governatore, era un palazzo governativo di Saigon, fatto costruire dai francesi tra il 1868 e il 1873 su progetto dell'architetto Achille-Antoine Hermitte. 

## Storia
Creato come residenza per il Governatore della Cocincina, conteneva uffici amministrativi, sale da ricevimento e sale da ballo. L'edificio, imponente e in stile neobarocco, doveva, secondo le intenzione dei committenti, destare ammirazione negli abitanti di Saigon in modo tale da esaltare il potere e la ricchezza della Francia. Nel 1887, quando la capitale dell'Indocina francese venne spostata ad Hanoi, il palazzo perse la sua funzione principale, dal momento che il Governatore luogotenente della Cocincina decise di traslocare in un nuovo palazzo meno pretenzioso. L'edificio continuò tuttavia ad essere usato per motivi cerimoniali fino a quando, nel 1954, anno della dipartita dei francesi dal Vietnam, divenne la residenza del Presidente del Vietnam del Sud. Dopo aver subito un pesante bombardamento nel 1962 durante un colpo di stato il palazzo venne infine demolito e rimpiazzato dall'attuale palazzo dell'indipendenza.